# Tour Mannelli
La tour Mannelli (ou tour des Mannelli) est une tour médiévale du centre historique de Florence, située à l'extrémité du Ponte Vecchio.
Cette tour est la seule survivante des quatre « têtes de pont », c'est-à-dire les tours qui contrôlaient un pont aux quatre angles.
La tour figure sur la liste dressée en 1901 par la Direction générale des Antiquités et des Beaux-Arts, comme édifice monumental devant être considéré comme patrimoine artistique national.

## Histoire
Les Mannelli faisaient remonter leurs origines à la famille romaine Manlii et étaient de croyance gibeline, liée aux Uberti. Après la défaite définitive de leur parti dans la bataille de Bénévent, ils subirent l'exil, mais revinrent bientôt en changeant de nom (en Pontigiani, pour la tour du « pont », ou Piazzigiani, car ce quartier s'appelait « Piazza »), changeant de foi politique et jurant fidélité au parti Guelfe.
La tour est mentionnée comme « nova » pour la première fois dans un document daté du 16 août 1249.
Elle est célèbre pour la dispute entre la famille et Cosme Ier, lorsque fut décidée la construction du corridor de Vasari (1564-1565), qui aurait impliqué la démolition de la tour ou en tout cas sa drastique réduction. La famille réussit à s'y opposer fermement et Giorgio Vasari dut modifier son projet en faisant passer le couloir autour de la tour, à travers un système de corbeaux en pietra serena, qui représentent encore aujourd'hui l'un des éléments les plus caractéristiques de cette partie de Florence.
C'était aussi le siège des partisans florentins auxquels appartenait le père de l'écrivaine Oriana Fallaci, qui, déjà proche de la mort, le désirait comme sa dernière demeure (mais ne parvenait jamais à y revenir).
La tour a été endommagée pendant la Seconde Guerre mondiale par l'explosion de mines posées par l'armée allemande en retraite en août 1944. Elle a été restaurée par l'architecte Nello Baroni pour le compte de la Surintendance des Monuments (1944-1946). Cependant, le palazzetto Mannelli qui lui était adjacent, à l'entrée de la Via de' Bardi, a été perdu.

## Description

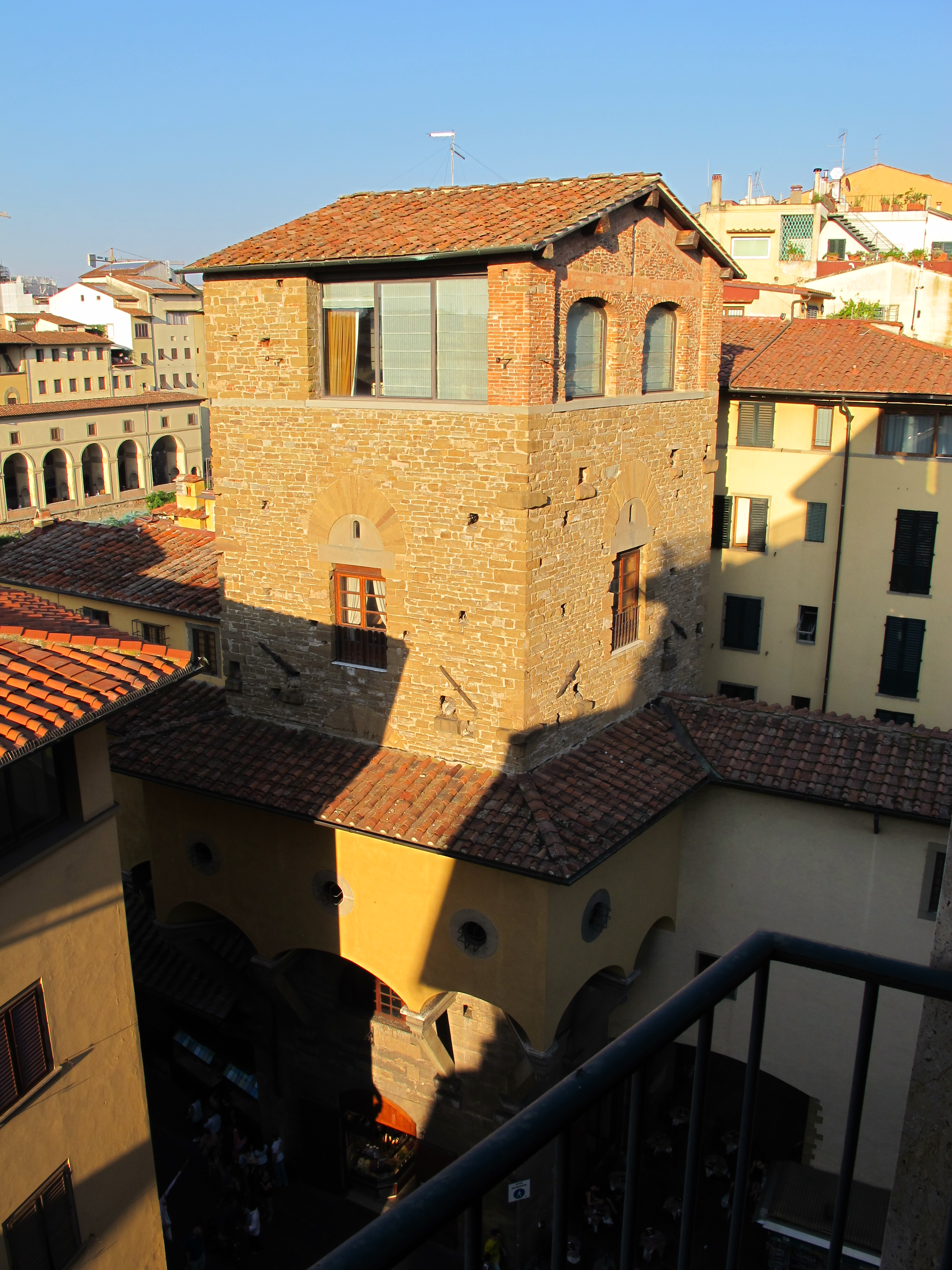
La tour vue depuis la tour Rossi Cerchi voisine

La tour est toujours entourée des encorbellements du corridor de Vasari. Elle présente encore son revêtement caractéristique en rangées de pierres apparentes. Ses fenêtres sont de formes différentes, certaines quadrangulaires, d'autres surmontées d'arcs. Au dernier étage se trouve une salle panoramique, de construction plus récente.

## Bibliographie

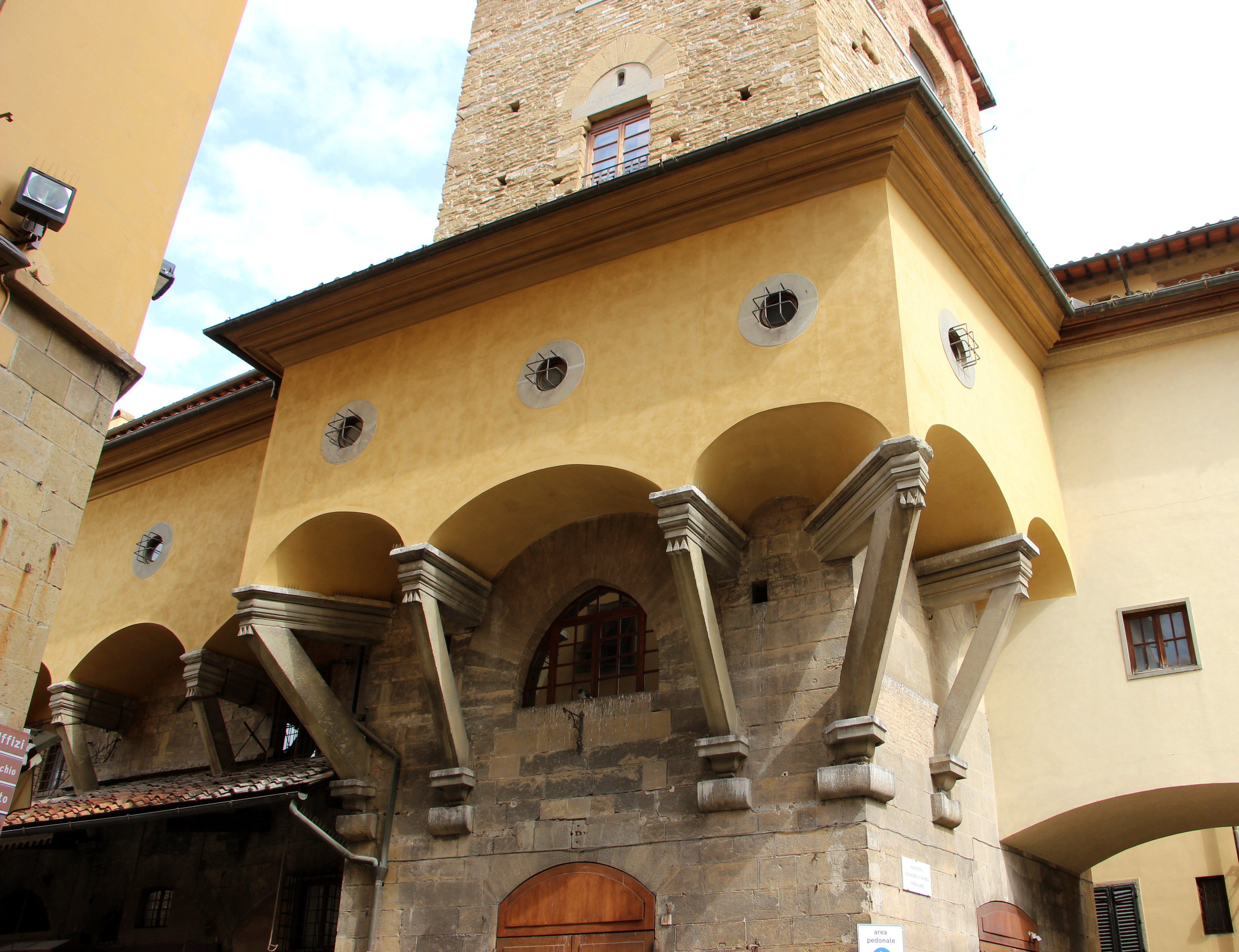
Le passage avec les encorbellements de la tour

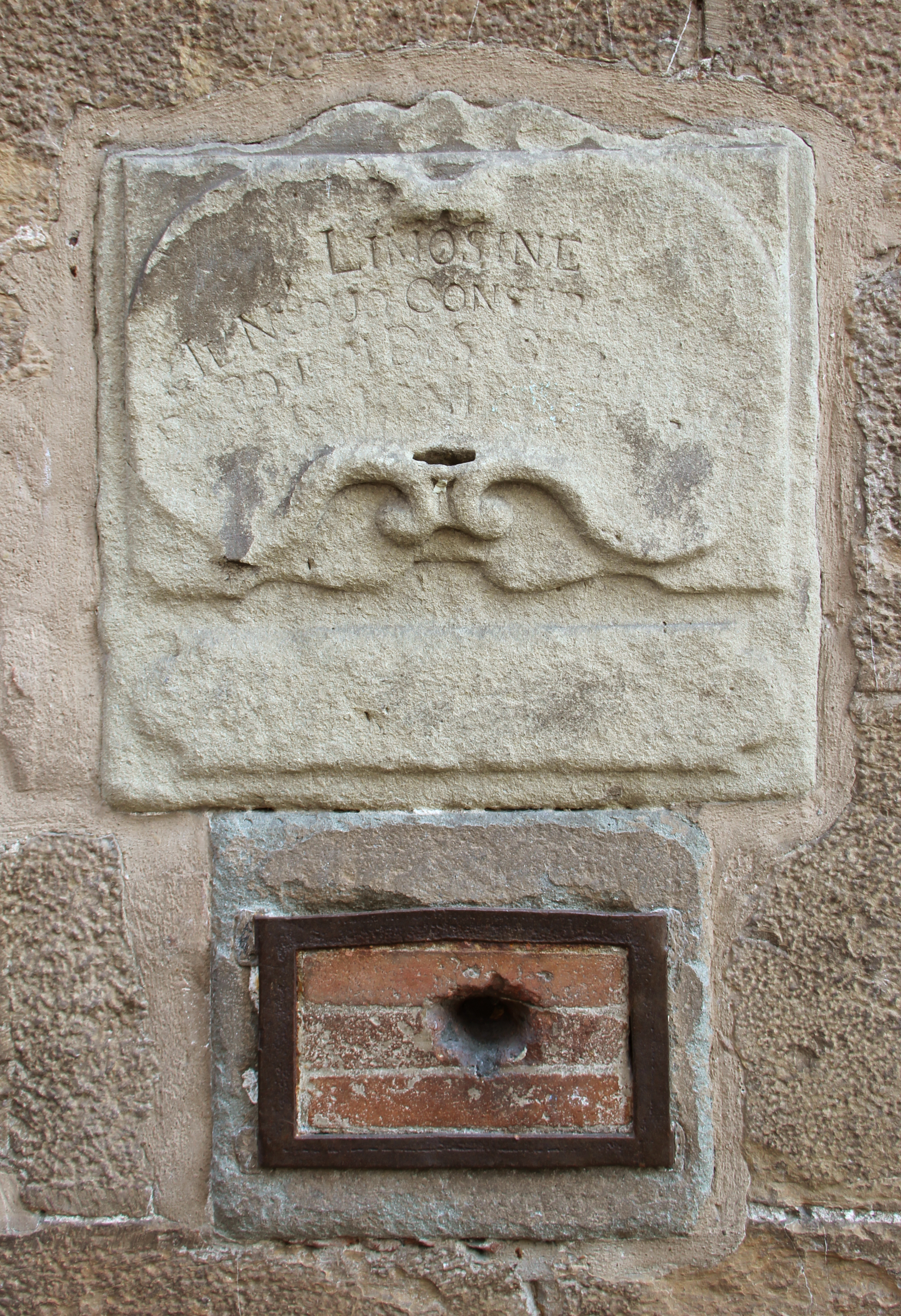
Ancienne bouche à aumônes pour l'hôpital Bonifacio